# Slitstyrka
Slitstyrka är ett annat ord för ett materials förmåga att tåla slitage, vilket uttrycks i och mäts i förmågan att motstå nötning. Slitstyrka är svårt att mäta på ett entydigt sätt.
Martindale är ett mått på hur tåligt ett tyg är, dvs hur mycket nötning det tål. Ett tygs Martindale-värde anger hur många varv en tygklädd platta har kunnat snurras mot tyget utan att några trådar gått av. Ju högre Martindalevärde, desto slittåligare textil.